# Ричер

Ричер бермудського шлюпа.

Ри́чер (англ. reacher, від reaching — «галфвінд») — різновид клівера або стакселя з більш високим шкотовим кутом і радіусним обрисом нижньої шкаторини. Ця форма вітрила дозволяє працювати передньому вітрилу з більшою площею в умовах сильного крену, особливо при вітрі до курсу понад 50 градусів. Встановлюється на галфвінді або крутому бакштазі, коли внаслідок крену генуя зачіпає за воду.
Вітрило, що поєднує в собі ознаки ричера і спінакера, називають скричером.